# 瞿汝婴
瞿汝婴，常熟人，是一名明朝政治人物。官生出身。
瞿汝婴曾于万历二十七年（1599年）接替李之用任邵武府知府一职，万历年间由阎士选接任。